# 마티외 드뷔시
마티외 드뷔시(Mathieu Debuchy, 프랑스어 발음: [ma.tjø də.by.ʃi], 1985년 7월 28일 ~ )는 프랑스의 은퇴한 축구 선수이다. 라이트 백으로 활약했다.

## 수상 경력

### 클럽
릴 OSC
- 리그 1: 2010-11
- 쿠프 드 프랑스: 2010-11

아스널
- 잉글랜드 FA컵: 2014–15
- FA 커뮤니티 실드: 2014,[1] 2015[2]

### 국가대표팀
- 툴롱 토너먼트: 2005

### 개인
- UNFP 리그 1 올해의 팀: 2011-12